# José Severo de Olmos
José Severo de Olmos (Córdoba, junio de 1808 - Rosario, junio de 1871) fue un abogado y político argentino, ministro de Justicia e Instrucción Pública y posteriormente de Relaciones Exteriores de la Confederación Argentina, durante la presidencia de Santiago Derqui.

## Biografía
Estudió en la Universidad de Buenos Aires, donde se recibió de abogado en 1832. Fue profesor titular de leyes y cánones en la Universidad de Córdoba, y desde 1833 fue diputado provincial. Al año siguiente fundó en periódico El Narrador. Apoyó la gobernación de Manuel "Quebracho" López, y fue su secretario y asesor personal. También enseñó matemáticas y derecho civil en la Universidad.
En 1852 apoyó el movimiento civil que terminó en la deposición de López, y fue un importante apoyo del nuevo gobernador Alejo del Carmen Guzmán. En diciembre de 1856 fue elegido rector de la Universidad.
Apoyó la candidatura de Santiago Derqui a la presidencia, y enfrentó en su provincia la influencia del gobernador Mariano Fragueiro, destacado líder opositor.
En marzo de 1860 fue nombrado ministro de Justicia e Instrucción Pública por el presidente Derqui. Su actuación no fue especialmente destacada, y fracasó por completo en varios intentos de formar la Suprema Corte de Justicia. En cambio, logró algunos progresos en la educación secundaria y en la Universidad de Córdoba. Ocupó también, interinamente, el cargo de ministro de Relaciones Exteriores tras la renuncia de Nicanor Molinas.
Dejó el cargo en noviembre de 1861, tras las renuncias de Derqui y de su sucesor Pedernera, y regresó a Córdoba. Los federales lo nombraron gobernador, para reemplazar a Fernando Allende, pero el partido unitario se negó a aceptarlo; no llegó a jurar el cargo, y tras una revolución asumió el unitario Román. Unos meses más tarde regresó a la Universidad.
A principios de 1864, el gobernador Roque Ferreyra lo nombró miembro del superior tribunal de justicia provincial, cargo que ocupó por dos años. Fue miembro de la Convención Nacional Constituyente de 1866.
En 1867 se instaló en Rosario, y el gobernador Nicasio Oroño lo nombró fiscal general de la provincia, cargo que ocupó hasta su fallecimiento, en 1871.